# Federazione pallavolistica di Anguilla
La Federazione anguillana di pallavolo (eng. Anguilla Volleyball Association, AVA) è un'organizzazione fondata per governare la pratica della pallavolo ad Anguilla.
Organizza il campionato maschile e femminile, e pone sotto la propria egida la nazionale maschile e femminile.
Ha aderito alla FIVB nel 1991.